# 特列姆巴切韋
49°43′26″N 39°7′53″E / 49.72389°N 39.13139°E
特雷姆巴切韋（烏克蘭語：Трембачеве）是位於烏克蘭東部的村莊，由盧甘斯克州舊比利斯克區的比洛盧齊克市鎮負責管轄。該村始建於1687年，面積4.84平方公里，海拔高度73米，2001年人口341，人口密度每平方公里70.45人。